# Vytautas Žiūra
Vytautas Žiūra, né le 11 mai 1979 à Vilnius, est un joueur de handball lituanien naturalisé autrichien. Il évolue au poste de demi-centre au Handballclub Fivers Margareten et en équipe nationale d'Autriche. Il est la mari de la handballeuse Gorica Aćimović, international bosnienne également naturalisée autrichienne.

## Palmarès

### En clubs
- Vainqueur du Championnat d'Autriche (3) : 2011, 2016, 2018
- Vainqueur de la Coupe d'Autriche (7) : 1999, 2009, 2012, 2013, 2015, 2016, 2017
- Vainqueur de la Supercoupe d'Autriche (3) : 2013, 2014, 2015

### Distinctions individuelles
- élu meilleur handballeur de l'année en Autriche (7) : 2004/05, 2007/08, 2012/13, 2013/14, 2014/15, 2015/16, 2016/17